# Vacherin Mont-d'Or
Il vacherin Mont-d'Or o vacherin du Haut-Doubs è un formaggio francese e svizzero.

## Storia
Benché le sue origini risultino incerte, si presume che una delle più antiche testimonianze del vacherin Mont-d'Or risalga al 1280, e parli di un "formaggio della Savoia circondato da una cinghia". La parola "vacherin" compare invece per la prima volta negli scritti franco-provenzali del XV secolo. Il vacherin Mont-d'Or venne identificato con un fromage de boëtte menzionato in una lettera spedita nel 1799 da Eugène Droz ad Antoine Parmentier; lo stesso formaggio figurava anche nell'inventario del dipartimento delle attività casearie dell'epoca. Originariamente, il formaggio era conosciuto solo a livello locale. Tuttavia, grazie alla Société de Laiterie, fondata nel 1885 a Les Charbonnières, al confine fra la Svizzera e la Francia, il Vacherin divenne noto anche all'infuori della sua zona di produzione. Il Mont-d'Or venne premiato durante l'Esposizione nazionale svizzera di Yverdon (1876), così come in quelle di Ginevra (1880) e Zurigo (1883).
In Francia, il vacherin viene riconosciuto fra i prodotti AOC dal 1981 e AOP dal 1996, mentre in Svizzera viene elencato fra gli alimenti AOP.
Il marchio AOC/DOP francese consente la produzione artisanal ("artigianale") e Coopérative ("cooperativa") del Mont d'Or. Nel 2009 vennero registrati 11 produttori di vacherin in Francia.

## Caratteristiche

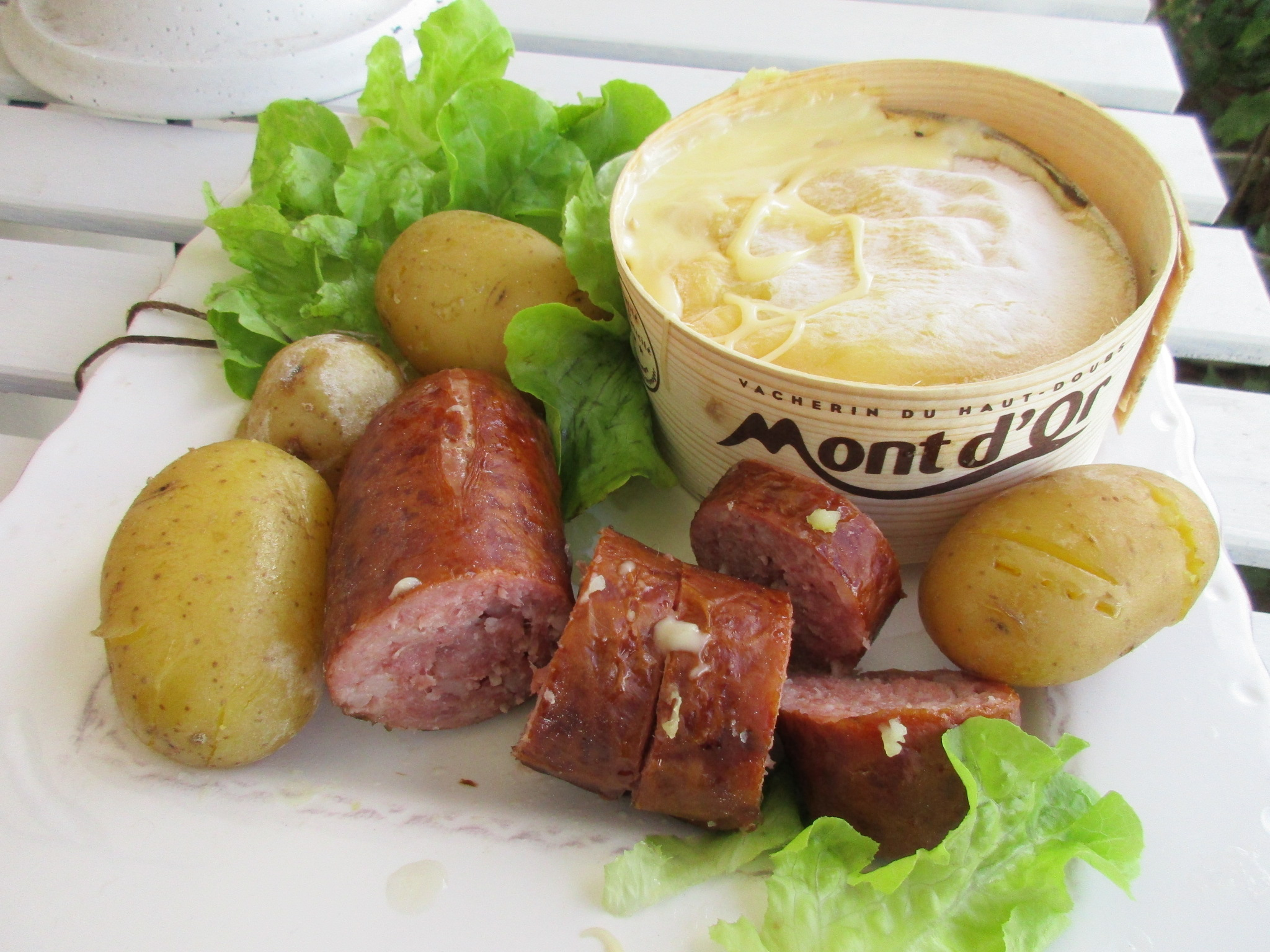
Mont d'Or chaud con salsicce di Morteau e patate

Il vacherin Mont-d'Or è un formaggio tenero a base di latte vaccino e a crosta lavata. In genere contiene dal 45 al 50 percento di grassi del latte nella sostanza secca. Il Mont-D'or svizzero è a base di latte termizzato, mentre l'Haut-Doubs francese non viene pastorizzato. Per tradizione, il vacherin viene preparato durante l'inverno, quando si ritirano le vacche nelle stalle e non è possibile produrre il Comté, che richiede maggiori quantità di latte. Il vacherin viene tipicamente racchiuso in scatoline tonde di abete rosso costruite da falegnami chiamati sanglier.
Questo tipo di vacherin è alla base della Mont d'Or chaud, una fonduta preparata direttamente nella confezione del formaggio.